# Plegafulles de rierol
El plegafulles de rierol (Lochmias nematura) és una espècie d'ocell de la família dels furnàrids (Furnariidae) i única espècie del gènere Lochmias.

## Hàbitat i distribució
Habita el sotabosc dens de la selva humida a la llarga de corrents fluvials a muntanyes des de l'est de Panamà, Colòmbia, nord i sud de Veneçuela, sud-oest de Guyana i l'extrem nord del Brasil cap al sud, per Equador i est del Perú fins al centre i sud-est de Bolívia, arribant a les terres baixes del Paraguai i nord-est de l'Argentina fins al sud i est de Brasil i l'Uruguai.